# Beanie Bishop
Shannon Bishop Jr., detto Beanie (Louisville, 17 dicembre 1999), è un giocatore di football americano statunitense che milita nel ruolo di cornerback per i Pittsburgh Steelers della NFL.

## Carriera

### Pittsburgh Steelers
Bishop al college giocò a football a Western Kentucky (2018-2021), a Minnesota (2022) e a West Virginia (2023), dove nell'ultima stagione fu premiato come All-American. Dopo non essere stato scelto nel Draft NFL 2024 firmò con i Pittsburgh Steelers il 27 aprile. Alla fine della pre-stagione riuscì a entrare nel roster attivo per l'inizio della stagione regolare. Nella gara della settimana 7 contro i New York Jets mise a segno due intercetti sul quarterback Aaron Rodgers, dopo entrambi i quali gli Steelers segnarono un touchdown nella vittoria per 37-15. La settimana successiva contro i New York Giants nel Monday Night Football fece registrare l'intercetto su Daniel Jones che chiuse la partita in favore di Pittsburgh per 26-18. Alla fine di ottobre fu premiato come miglior rookie difensivo del mese, in cui totalizzò 16 tackle, 5 passaggi deviati e 3 intercetti.

## Palmarès
- Rookie difensivo del mese: 1

ottobre 2024